# هونگ بی را
هونگ بی را (کره‌ای: 홍비라؛ زادهٔ ۱۴ سپتامبر ۱۹۹۶) بازیگر اهل کره جنوبی است. او به خاطر ایفای نقش در زندگی دوباره من و مامان بد شناخته می‌شود.

## فیلم‌شناسی

### مجموعه تلویزیونی
| سال  | عنوان           | نقش        | منابع       |
| ---- | --------------- | ---------- | ----------- |
| ۲۰۲۲ | زندگی دوباره من | کیم کیو ری | [ ۱ ] [ ۲ ] |
| ۲۰۲۳ | مامان بد        | اوه‌ها یونگ | [ ۳ ]       |